# رددندران درختی
رددندران درختی (نام علمی: Rhododendron arborescens) نام یک گونه از سرده خرزه هندی است.